# Calliostoma toshiharui
Calliostoma toshiharui is een slakkensoort uit de familie van de Calliostomatidae. De wetenschappelijke naam van de soort is voor het eerst geldig gepubliceerd in 1997 door Kosuge.